# Superliga 2011-2012 (Serbia)
La Superliga 2011-2012 (detta anche Jelen SuperLiga per motivi di sponsorizzazione) è stata la sesta edizione della massima serie del campionato serbo di calcio. La stagione è iniziata il 13 agosto 2011 ed è terminata il 20 maggio 2012. Il Partizan ha vinto il titolo per la quinta volta consecutiva.

## Novità
Inđija e Čukarički Stankom, piazzatesi agli ultimi due posti nella stagione 2010-2011, erano retrocesse in Prva Liga Srbija. Al loro posto erano state promosse Radnički Kragujevac e Novi Pazar, rispettivamente seconda e terza classificata della Prva Liga. Il BASK Belgrado, vincitore della Prva Liga, si è ritirato dalla Superliga.

## Regolamento
La squadra campione di Serbia è ammessa al secondo turno di qualificazione della UEFA Champions League 2012-2013.

La seconda e la terza classificata sono ammesse rispettivamente al secondo e al primo turno di qualificazione della UEFA Europa League 2012-2013.

Le ultime due classificate sono retrocesse direttamente in Prva Liga Srbija.

## Squadre partecipanti
| Club                  | Città            | Stadio              | Posizione 2010-2011          |
| --------------------- | ---------------- | ------------------- | ---------------------------- |
| Borac Čačak           | Čačak            | Stadio Borca        | 9º posto                     |
| BSK Borča             | Belgrado         | Stadio Borča        | 12º posto                    |
| Hajduk Kula           | Kula             | Stadio Hajduk       | 13º posto                    |
| Jagodina              | Jagodina         | Stadio Jagodina     | 11º posto                    |
| Javor Ivanjica        | Ivanjica         | Stadio Ivanjica     | 8º posto                     |
| Metalac               | Gornji Milanovac | Stadio Metalac      | 14º posto                    |
| Novi Pazar            | Novi Pazar       | Gradski Stadion     | 3º posto in Prva Liga Srbija |
| OFK Belgrado          | Belgrado         | Omladinski stadion  | 7º posto                     |
| Partizan              | Belgrado         | Stadio Partizan     | Campione di Serbia           |
| Rad Belgrado          | Belgrado         | Stadio Obilić       | 4º posto                     |
| Radnički Kragujevac   | Kragujevac       | Stadio Čika Dača    | 2º posto in Prva Liga Srbija |
| Sloboda Point Sevojno | Užice            | Stadio Sloboda      | 6º posto                     |
| Smederevo             | Smederevo        | Stadio Smederevo    | 10º posto                    |
| Spartak Zlatibor Voda | Subotica         | Stadio Municipale   | 5º posto                     |
| Stella Rossa          | Belgrado         | Stadio Stella Rossa | 2º posto                     |
| Vojvodina             | Novi Sad         | Stadio Karađorđe    | 3º posto                     |

## Classifica
|                   | Pos. | Squadra               | Pt | G  | V  | N  | P  | GF | GS | DR  |
| ----------------- | ---- | --------------------- | -- | -- | -- | -- | -- | -- | -- | --- |
| Serbia (bandiera) | 1.   | Partizan              | 80 | 30 | 26 | 2  | 2  | 67 | 12 | +55 |
|                   | 2.   | Stella Rossa          | 68 | 30 | 21 | 5  | 4  | 57 | 18 | +39 |
|                   | 3.   | Vojvodina             | 52 | 30 | 14 | 10 | 6  | 44 | 26 | +18 |
|                   | 4.   | Jagodina              | 51 | 30 | 14 | 9  | 7  | 34 | 20 | +14 |
|                   | 5.   | Sloboda Point Sevojno | 51 | 30 | 15 | 6  | 9  | 42 | 35 | +7  |
|                   | 6.   | Radnički Kragujevac   | 47 | 30 | 11 | 14 | 5  | 38 | 27 | +11 |
|                   | 7.   | Spartak Zlatibor Voda | 43 | 30 | 11 | 10 | 9  | 31 | 31 | 0   |
|                   | 8.   | OFK Belgrado          | 40 | 30 | 12 | 4  | 14 | 34 | 36 | -2  |
|                   | 9.   | Javor Ivanjica        | 39 | 30 | 11 | 6  | 13 | 28 | 32 | -4  |
|                   | 10.  | Rad Belgrado          | 37 | 30 | 10 | 7  | 13 | 33 | 31 | +2  |
|                   | 11.  | Hajduk Kula           | 33 | 30 | 9  | 6  | 15 | 28 | 44 | -16 |
|                   | 12.  | BSK Borča             | 30 | 30 | 7  | 9  | 14 | 18 | 39 | -21 |
|                   | 13.  | Smederevo             | 29 | 30 | 9  | 2  | 19 | 22 | 42 | -20 |
|                   | 14.  | Novi Pazar            | 28 | 30 | 6  | 10 | 14 | 21 | 41 | -20 |
|                   | 15.  | Borac Čačak           | 19 | 30 | 4  | 7  | 19 | 16 | 45 | -29 |
|                   | 16.  | Metalac               | 15 | 30 | 2  | 9  | 19 | 14 | 48 | -34 |

Legenda:

      Campione di Serbia e ammessa alla UEFA Champions League 2012-2013

      Ammesse alla UEFA Europa League 2012-2013

      Retrocesse in Prva Liga 2012-2013

## Risultati
|              | Bor  | BSK  | Haj  | Jag  | Jav  | Met  | Nov  | OFK  | Par  | Rad  | Rdn  | StR  | Slo  | Sme  | Spa  | Voj  |
| ------------ | ---- | ---- | ---- | ---- | ---- | ---- | ---- | ---- | ---- | ---- | ---- | ---- | ---- | ---- | ---- | ---- |
| Borac        | –––– | 0-2  | 0-0  | 0-0  | 1-0  | 0-0  | 0-2  | 0-2  | 0-4  | 0-0  | 3-1  | 0-3  | 1-2  | 0-1  | 0-1  | 0-2  |
| BSK          | 0-0  | –––– | 0-0  | 0-4  | 1-1  | 0-0  | 2-2  | 1-0  | 0-1  | 1-0  | 0-0  | 1-4  | 0-2  | 0-1  | 2-0  | 0-4  |
| Hajduk       | 2-1  | 3-0  | –––– | 0-2  | 1-4  | 0-0  | 1-0  | 1-2  | 0-2  | 1-0  | 0-0  | 0-1  | 1-2  | 3-1  | 3-1  | 0-1  |
| Jagodina     | 0-0  | 2-0  | 0-1  | –––– | 1-0  | 0-2  | 1-0  | 2-0  | 0-1  | 1-1  | 1-0  | 1-3  | 1-1  | 3-0  | 3-0  | 1-1  |
| Javor        | 0-2  | 2-0  | 2-1  | 0-0  | –––– | 1-1  | 1-0  | 0-0  | 0-2  | 1-0  | 2-4  | 1-3  | 3-1  | 0-1  | 1-0  | 0-0  |
| Metalac      | 3-2  | 1-2  | 1-3  | 0-1  | 1-2  | –––– | 1-1  | 0-1  | 0-3  | 0-1  | 0-1  | 0-5  | 0-1  | 0-1  | 0-0  | 0-3  |
| Novi Pazar   | 0-0  | 1-1  | 2-1  | 0-0  | 1-0  | 1-1  | –––– | 2-1  | 1-1  | 0-3  | 0-0  | 0-0  | 4-0  | 1-0  | 0-2  | 1-2  |
| OFK          | 2-0  | 0-1  | 2-3  | 2-0  | 2-3  | 2-0  | 3-0  | –––– | 1-2  | 2-1  | 1-3  | 1-1  | 0-1  | 1-0  | 2-3  | 1-0  |
| Partizan     | 5-1  | 2-0  | 2-0  | 4-0  | 2-1  | 1-0  | 5-0  | 3-0  | –––– | 1-0  | 3-0  | 0-1  | 0-0  | 3-1  | 2-0  | 4-1  |
| Rad          | 2-1  | 1-1  | 3-0  | 1-2  | 0-1  | 3-0  | 0-0  | 1-0  | 1-4  | –––– | 2-1  | 1-2  | 1-2  | 2-0  | 1-2  | 1-1  |
| Radnički     | 2-0  | 1-1  | 0-0  | 0-0  | 2-0  | 3-2  | 3-1  | 1-1  | 0-1  | 4-2  | –––– | 0-0  | 2-1  | 3-0  | 1-1  | 0-0  |
| Stella Rossa | 2-0  | 2-0  | 3-0  | 1-0  | 2-0  | 5-0  | 3-1  | 3-1  | 0-2  | 3-1  | 1-1  | –––– | 1-0  | 4-0  | 1-0  | 0-2  |
| Sloboda      | 2-1  | 0-1  | 4-2  | 1-2  | 1-0  | 4-1  | 3-0  | 1-2  | 2-1  | 0-2  | 2-2  | 1-1  | –––– | 2-1  | 2-0  | 2-2  |
| Smederevo    | 0-1  | 2-1  | 3-0  | 1-2  | 0-1  | 1-0  | 2-0  | 0-1  | 0-2  | 0-0  | 1-2  | 0-1  | 1-2  | –––– | 1-1  | 2-0  |
| Spartak      | 2-1  | 1-0  | 1-1  | 0-4  | 1-0  | 0-0  | 1-0  | 1-1  | 1-2  | 0-0  | 0-0  | 2-0  | 0-0  | 4-1  | –––– | 5-1  |
| Vojvodina    | 3-1  | 2-0  | 4-0  | 0-0  | 1-1  | 0-0  | 3-0  | 2-0  | 1-2  | 0-2  | 1-1  | 2-1  | 2-0  | 2-0  | 1-1  | –––– |

## Classifica marcatori
| Gol |  |  | Giocatore         | Squadra                                    |
| --- |  |  | ----------------- | ------------------------------------------ |
| 19  |  |  | Darko Spalević    | Radnički Kragujevac                        |
| 13  |  |  | Zvonimir Vukić    | Partizan                                   |
| 12  |  |  | Savo Kovačević    | Sloboda Point Sevojno                      |
| 11  |  |  | Lamine Diarra     | Partizan                                   |
| 11  |  |  | Cadú              | Stella Rossa                               |
| 11  |  |  | Nemanja Tomić     | Partizan                                   |
| 10  |  |  | Milan Bubalo      | Hajduk Kula                                |
| 9   |  |  | Filip Kasalica    | Sloboda Point Sevojno (7) Stella Rossa (2) |
| 9   |  |  | Ognjen Mudrinski  | Jagodina                                   |
| 9   |  |  | Obiora Odita      | Javor Ivanjica                             |
| 9   |  |  | Aboubakar Oumarou | Vojvodina                                  |
| 9   |  |  | Vladimir Torbica  | Spartak Zlatibor Voda                      |
| 8   |  |  | Evandro           | Stella Rossa                               |
| 8   |  |  | Cristian Borja    | Stella Rossa                               |

## Verdetti
- Campione di Serbia:  Partizan
- In UEFA Champions League 2012-2013:  Partizan (al secondo turno di qualificazione)
- In UEFA Europa League 2012-2013:  Stella Rossa,  Vojvodina (al secondo turno di qualificazione),  Jagodina (al primo turno di qualificazione)
- Retrocesse in Prva Liga Srbija:  Borac Čačak,  Metalac